# Team Barloworld/2008
Deze pagina geeft een overzicht van de wielerploeg Team Barloworld-Bianchi in 2008.
| Naam                  | Geboortedatum | Nationaliteit       | Ploeg 2007        |
| --------------------- | ------------- | ------------------- | ----------------- |
| John-Lee Augustyn     | 10-08-1986    | Zuid-Afrika         |                   |
| Francesco Bellotti    | 06-08-1979    | Italië              | Crédit Agricole   |
| Diego Caccia          | 31-07-1981    | Italië              |                   |
| Patrick Calcagni      | 05-07-1977    | Zwitserland         | Liquigas          |
| Félix Cárdenas        | 25-11-1972    | Venezuela           |                   |
| Gianpaolo Cheula      | 23-05-1979    | Italië              |                   |
| Baden Cooke           | 12-10-1978    | Australië           | Unibet.com        |
| Marco Corti           | 15-06-1985    | Italië              | Beloften          |
| Steven Cummings       | 19-03-1981    | Verenigd Koninkrijk | Discovery Channel |
| Moisés Dueñas         | 10-05-1981    | Spanje              | Agritubel         |
| Chris Froome          | 20-05-1985    | Kenia               | Konica-Minolta    |
| Enrico Gasparotto     | 22-03-1982    | Italië              | Liquigas          |
| Robert Hunter         | 22-04-1977    | Zuid-Afrika         |                   |
| Daryl Impey           | 06-12-1984    | Zuid-Afrika         | Beloften          |
| Paolo Longo Borghini  | 10-12-1980    | Italië              |                   |
| Christian Pfannberger | 09-12-1979    | Oostenrijk          | Elk Haus-Simplon  |
| Hugo Sabido           | 14-12-1979    | Portugal            |                   |
| Carlo Scognamiglio    | 31-05-1983    | Italië              | Team Milram       |
| Mauricio Soler        | 14-01-1983    | Colombia            |                   |
| Geraint Thomas        | 25-05-1986    | Verenigd Koninkrijk |                   |

2003 · 2004 · 2005 · 2006 · 2007 · 2008 · 2009